# Teobaldo Eguiluz Piedra
Teobaldo Eguiluz Piedra (Guatemala, 1952) es un taxónomo y botánico mexicano, especialista en la familia Pinaceae.

## Biografía
Entre 1990 y 2009, fue jefe genetista del Instituto de Genética del Bosque en Guatemala. En México, trabajó en la Escuela Nacional de Agricultura en el Departamento de Enseñanza, Investigación y Servicio en Bosques. Actualmente, es el Director ejecutivo de Genfor Landscaping.